# Iber (Einbeck)
 (juillet 2020).
Iber est un village de la commune allemande d'Einbeck, dans l'arrondissement de Northeim, Land de Basse-Saxe.

## Histoire
Selon des sources documentaires, Iber est l'une des plus anciens villages de la région de la ville d'Einbeck.
Le premier sermon luthérien est donné à Iber par Nikolaus Mey, un moine de l'abbaye des augustins d'Einbeck, lors du premier dimanche de l'Avent 1539. Il y est présent jusqu'à sa mort en 1546 et est enterré dans l'église du village. Johannes Letzner reprend la paroisse en 1589.
L'église est construite sur le domaine seigneurial. En 1183, une nouvelle église est construite et richement offerte par les seigneurs d'Iber. L'alimentation électrique du village est établie en 1911 et l'approvisionnement en eau est construit peu de temps après en 1912.
Depuis la réforme administrative de la Basse-Saxe, entrée en vigueur le 1er mars 1974, Iber fait partie d'Einbeck.

## Source, notes et références
- (de) Cet article est partiellement ou en totalité issu de l’article de Wikipédia en allemand intitulé « Iber (Einbeck) » (voir la liste des auteurs).

1. ↑  (de) Statistisches Bundesamt, Historisches Gemeindeverzeichnis für die Bundesrepublik Deutschland. Namens-, Grenz- und Schlüsselnummernänderungen bei Gemeinden, Kreisen und Regierungsbezirken vom 27.5.1970 bis 31.12.1982, 1983 (ISBN 3-17-003263-1), p. 207